# Криоожог (роман)
«Криоожог» (англ. Cryoburn) — научно-фантастический роман американской писательницы Лоис Макмастер Буджолд, опубликованный в США в октябре 2010 года. Роман входит в состав цикла «Сага о Форкосиганах». Роман был номинирован на премии «Хьюго» и «Локус».

## Сюжет
Действие романа происходит через 6 или 7 лет спустя окончания романа Дипломатическая неприкосновенность. Имперский аудитор Майлз Форкосиган отправлен императором Грегором на планету «Новая Надежда» для расследования деятельности корпорации «Белая хризантема», занимающейся криозаморозкой людей. На этой планете Майлза пытаются похитить, но ему удается сбежать через подземные туннели, где он встречается с мальчиком по имени Джин. Эта встреча стала первым шагом к успеху в расследовании Майлза.

## Награды и номинации
- 2011: Премия «Хьюго» за лучший роман (номинация, вошёл в финальную пятёрку)[3]
- 2011: Премия «Локус» за лучший научно-фантастический роман (номинация, вошёл в финальную пятёрку)[4]

## Публикации и переводы
Первые 2 главы романа автор прочитала на Всемирном конвенте научной фантастики в августе 2008 года. С 3 августа 2010 года электронная версия романа распространялась через систему Webscriptions. В бумажном виде в США роман был опубликован в октябре 2010 года. В 2012 году роман был опубликован на итальянском языке под названием «La criocamera di Vorkosigan».
На русском языке роман выпущен в 2011 г. под названием «Криоожог».